# Franz Leopold Lafontaine

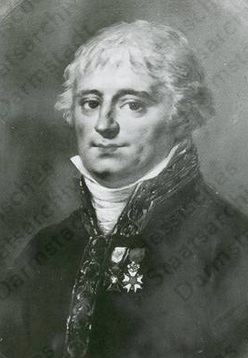
Franz Leopold Lafontaine, gemalt von Franz Xaver Lampi.

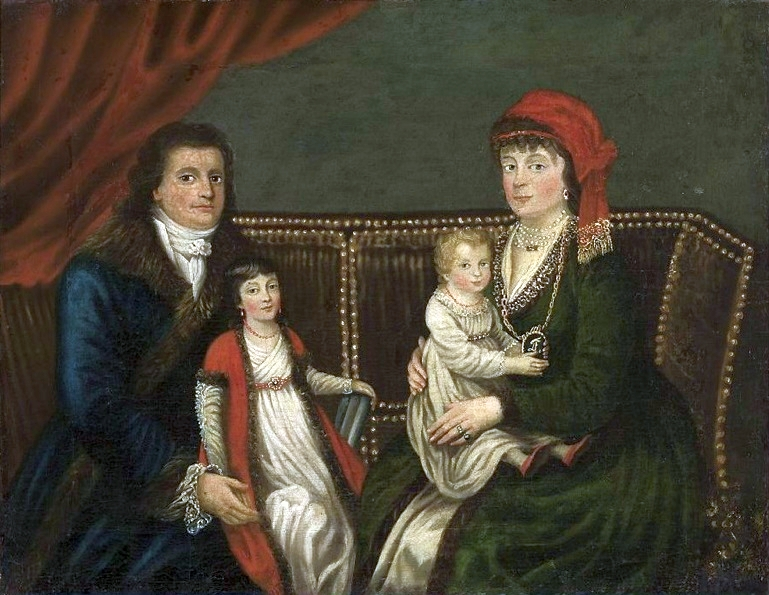
Franz Leopold Lafontaine mit Ehefrau und Töchtern.

Franz Anton Leopold Lafontaine (* 14. Januar 1756 in Biberach an der Riß; † 12. Dezember 1812 in Mogilew) war ein deutscher Militärarzt in österreichischen und polnischen Diensten. Er war Großvater mütterlicherseits der Fürstin Julia von Battenberg.

## Leben
Franz Leopold war Sohn des Kunsthändlers Benno Leopold Ignaz Lafontaine und der Marie Katharina Franziska geb. Leonhardt und erhielt seine schulische Ausbildung bei den Benediktinern in Biberach; später arbeitete er vier Jahre als Praktikant in einer Apotheke. Ab 1774 studierte er Medizin an der Universität Straßburg, wo er 1777 zum Magister der Chirurgie promoviert wurde. Danach ging er nach Wien, wo er bis 1778 seine praktische Ausbildung in der Klinik von Maximilian Stoll erhielt. Im Jahre 1780 trat er als Chirurg in die österreichische Armee ein und diente dort bis 1782 auf der Krim und in Galizien.
In diesen Jahren kam sein Regiment nach Tarnów, das damals zu Österreich gehörte. Nach seinem Abschied von der Armee praktizierte Lafontaine in dieser Stadt, danach auf den galizischen Gütern der Fürstin Lubomirski und schließlich in Krakau, wo er eine private Arztpraxis eröffnete. 1787 ging er nach Warschau, wo er die Stelle des Hofarztes des Königs Stanislaus II. August Poniatowski erhielt. Er wurde bald ein in Hofkreisen überaus geschätzter Arzt, kam zu hohem Ansehen und einem beträchtlichen Vermögen. 1803 kaufte er das Rittergut Falęcin bei Czersk. 1791 verlieh ihm die Universität Halle ohne Prüfung den Doktorgrad der Medizin und Chirurgie.
Um 1789 heiratete er Theresia de Cornelly (1768–1827), eine Hofdame ungarischer Herkunft. Das Ehepaar Lafontaine führte ein offenes Haus, in dem viele Prominente der Epoche wie Tadeusz Kościuszko, General Jan Henryk Dąbrowski und Fürst Józef Poniatowski verkehrten. Doktor Lafontaine besaß zudem eine große Gemäldesammlung.
Nach der Entstehung des Herzogtums Warschau im Jahre 1807 erhielt Lafontaine die Stelle des Chefchirurgen der Armee des Herzogtums mit der Aufgabe, den militärischen Gesundheitsdienst zu organisieren. Er schuf eine Schule für Feldschere und Militärärzte und stattete ihre Bibliothek mit Büchern aus seiner eigenen Sammlung aus. Im Jahre 1811 wurde er zum obersten Arzt der Armee des Herzogtums ernannt. Als solcher nahm er 1812 an Napoleons Russlandfeldzug teil, geriet in russische Gefangenschaft und starb als Kriegsgefangener in Mogilew.
Franz Lafontaine hinterließ sieben wissenschaftliche Publikationen, von denen drei verschollen sind. Er war einer der Pioniere der Pocken-Impfung in Polen, organisierte die Militär-Lazarette des Landes nach neuen Prinzipien, interessierte sich auch für Tiermedizin und verfasste eine Schrift über die Maul- und Klauenseuche. Er wurde berühmt durch seine Arbeiten über den Katarrh.
Seine Kenntnisse der polnischen Sprache blieben bis zuletzt mangelhaft; er verfasste seine Artikel und Briefe in deutscher, lateinischer oder französischer Sprache. Lafontaine betätigte sich auch als Theaterautor; sein Stück „Konskription“ wurde 1809 in polnischer Übersetzung in Warschau aufgeführt.
Lafontaine war aktiver Freimaurer, Mitglied der Loge „Zum überwundnen Vorteil“ in Krakau (gegr. 1786) und nach seiner Übersiedlung nach Warschau in der dortigen Loge „Göttin von Eleusis“ (gegr. 1780).
Das Ehepaar Lafontaine hatte zwei Töchter: Sophie (1790–1831) heiratete den General Hans Moritz Hauke und Victoria († 1835) den reichen Warschauer Konditor Karl Joseph Lessel.

## Auszeichnungen und Ehrungen
- Orden Virtuti Militari, (1809);
- Orden der Ehrenlegion, (1811);
- Korrespondierendes Mitglied der Königlichen Akademie der Wissenschaften zu Göttingen seit 1802;[2]
- Mitglied der Warschauer Wissenschaftlichen Gesellschaft seit 1804;
- Mitglied der Ärztlichen Akademie in Paris seit 1806;
- Mitglied der Ärztlichen Gesellschaft zu Wilna seit 1809;
- Ehrenprofessor der Universität in Krakau seit 1811

## Verbindung zum britischen Königshaus
Über seine Enkelin Julia Hauke ist Franz Leopold Lafontaine einer der Ur-Ur-Ur-Ur-Großväter von König Charles III.